# Iglesia apostólica armenia
La Iglesia apostólica armenia, oficialmente Iglesia gregoriana apostólica armenia (en armenio: Հայ Առաքելական Եկեղեցի), también conocida como Iglesia ortodoxa armenia o simplemente Iglesia armenia, es la Iglesia nacional más antigua del mundo. Se trata de una  Iglesia ortodoxa oriental autocéfala que sigue la tradición litúrgica armenia, usando como lengua litúrgica el armenio clásico.
La llegada del cristianismo a Armenia se remonta tradicionalmente a las misiones de los apóstoles Bartolomé y Judas Tadeo en el siglo I, por lo que se les considera los fundadores de la Iglesia armenia. El reino de Armenia fue el primer Estado que adoptó el cristianismo como religión oficial bajo el gobierno del rey Tiridates III, de la dinastía arsácida, a comienzos del siglo IV. El rey habría sido convertido por Gregorio I el Iluminador, quien organizó la jerarquía eclesiástica, estableció la primera sede del catolicosado en la ciudad de Vagharshapat y comenzó la construcción del complejo monástico de la Santa Echmiadzin.

## Particularidades

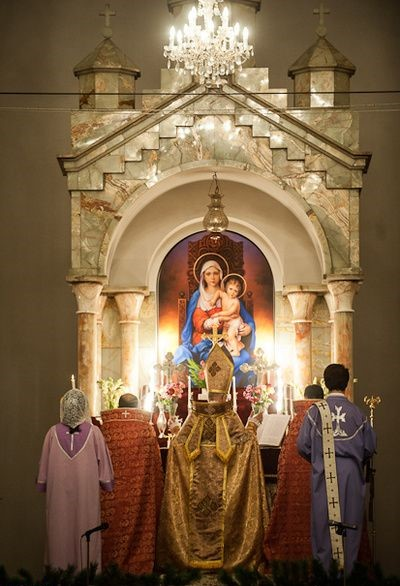
Veneración a la Virgen María en la Catedral de San Sarkis (Teherán), en Teherán, Irán.

### Culto y disciplina
Al igual que la Iglesia católica, la Iglesia ortodoxa y las demás Iglesias ortodoxas orientales, la Iglesia apostólica armenia adora a la Santísima Trinidad (Padre, Hijo y Espíritu Santo), practica la veneración de santos, especialmente la Virgen María, Bartolomé el Apóstol y Judas Tadeo, y acepta siete sacramentos: bautismo, confirmación, arrepentimiento (confesión), Santa Comunión, ordenación, matrimonio y extremaunción o visitación a los enfermos. Hay presbíteros casados y célibes, pero los obispos deben ser célibes.

### Fecha de la Navidad
Antiguamente, el 5 de enero se festejaba la Nochebuena y el 6 de enero la Navidad Actualmente, los católicos celebran la fiesta de la Epifanía en esa fecha.
La Iglesia católica celebra la Navidad el 25 de diciembre. Los emperadores romanos la habían adoptado como festejo del "Sol Invencible" y "Rey Protector",  se celebra en esa fecha porque son 9 meses desde el día de la Anunciación, el 25 de marzo. Según una profecía del Antiguo Testamento, el Mesías moriría el día de su concepción. Al saber la fecha de la muerte de Cristo, sabemos la de su concepción y de ahí la de su nacimiento. Según Kissag Mouradian,[cita requerida] así cuando Roma adoptó el cristianismo, “la Iglesia decidió que la mejor forma de que se acepte la nueva religión, en lugar de combatir o prohibir ese culto, sería cambiar la fecha del nacimiento de Cristo del 6 de enero por el 25 de diciembre”. En el año 379, la Iglesia de Bizancio adoptó la resolución tomada en Roma, pero la Iglesia apostólica armenia se mantuvo fiel a la tradición. “Ellos necesitaban cambiar la fecha para no perder soldados ni tener problemas, pero los armenios no tuvimos razones para hacerlo”, explica Mouradian.[cita requerida]

### Organización
El primado de la Iglesia apostólica armenia lleva el título de supremo patriarca y catolicós de todos los armenios. Según la tradición, su sede fue establecida originalmente en 43 d. C. en Artaxata.[cita requerida] Durante el período de san Gregorio I el Iluminador se constituyó la sede en Echmiadzin, donde volvió a partir de 1441, a una distancia de 21 km de Ereván, la capital de la República de Armenia, donde viven más de cuatro millones de fieles que forman parte de esta Iglesia. A su vez, a partir de la caída del reino armenio de Cilicia, el catolicós asumió el liderazgo de su pueblo en el sentido religioso y político, al no haber ningún rey más que el sultán del Imperio otomano.
Más de seis millones de fieles viven dispersos en Estados Unidos, Francia, Canadá, Rusia, Grecia, Siria, Líbano, Israel, Palestina y Argentina. 
En el ámbito de su organización interna, una peculiaridad de la Iglesia apostólica armenia es que se encuentra dividida actualmente en cuatro centros jurisdiccionales, en parte debido a los traslados de sede en la Edad Media que dieron lugar a rivalidades, a saber:
- Patriarcado armenio de Jerusalén (Palestina)
- Patriarcado armenio de Constantinopla (Turquía)
- Patriarcado armenio de Sis (Líbano)
- Sede Madre de la Santa Echmiadzin: sede del patriarca supremo y catolicós de todos los armenios, basado en Echmiadzin.

La mayoría de los fieles de esta Iglesia reconocen como líder espiritual a este último y en la actualidad las primeras dos sedes jurisdiccionales tienden a reconocer al último como la cabeza de la Iglesia armenia en su totalidad y están en plena comunión con él.
El catolicós de Echmiadzín tiene jurisdicción sobre todos los armenios que habitan el antiguo territorio de la Unión Soviética, y sobre casi todos los de la diáspora, lo cual incluye unos 5 millones de fieles.
También existió otra sede, el catolicosado de Aghtamar (en el lago de Van, este de Turquía) hasta los genocidios de comienzos del siglo XX.
El 26 de junio de 2016, Garegin y el Papa Francisco firmaron una declaración conjunta, dónde se afirmó que las Iglesias católica y apostólica armenia comparten una visión. La declaración también tomaba nota de varios pasos positivos hacia la unidad entre las iglesias de ambos líderes y reconocía la exitosa 'nueva fase' en las relaciones entre ellas.

## Historia

### Origen
El cristianismo penetró en la Armenia romana desde Edesa a través de la región de Vaspurakan y de la provincia de Taron (hoy provincia de Muş). Según la tradición, los apóstoles Judas Tadeo y Bartolomé fueron los primeros evangelizadores de Armenia en el siglo I. La Iglesia armenia considera que estos apóstoles fueron sus fundadores y quienes ordenaron a sus primeros obispos, a través de los cuales conservaría la sucesión apostólica. Según la tradición, Judas Tadeo habría curado a Abgaro V de Edesa de la lepra con el lienzo de Edesa, lo que desembocó en su conversión en el año 30. Luego, Abgaro encargó a Tadeo que hiciera proselitismo por toda Armenia, donde convirtió a la hija del rey Sanatruk, que finalmente fue martirizada junto a Tadeo cuando Sanatruk cayó en la apostasía. Después de esto, Bartolomé llegó a Armenia, trayendo un retrato de la Virgen María, que colocó en un convento que fundó sobre un antiguo templo de Anahit. Bartolomé convirtió entonces a la hermana de Sanatruk, que volvió a martirizar a una de sus parientes junto al apóstol que la convirtió. Ambos apóstoles ordenaron obispos nativos antes de su ejecución, y algunos otros armenios habrían sido ordenados fuera de Armenia por Santiago el Justo. Académicos como Bart Ehrman, Han Drijvers o Walter Bauer tachan de ficción la conversión de Abgaro V.
Después de las primeras predicaciones y a causa de las persecuciones, el cristianismo se difundió por el reino de Armenia de forma secreta. Los cristianos armenios tuvieron entre sus primeros obispos a Zemendós, Atrnerséh, Mushé, Shavarsh, Levondios, y Meruyán. Según Eusebio y Tertuliano, los cristianos armenios fueron perseguidos por los reyes Axidares, Cosroes I y Tiridates III. Este último fue convertido al cristianismo por Gregorio I el Iluminador entre los años 300 y 301. tras lo cual el rey hizo que Armenia fuera el primer Estado en adoptar el cristianismo como su religión oficial, iniciando la conversión masiva del pueblo. La adopción por parte de la antigua Armenia del cristianismo como religión estatal ha sido calificada por Nina Garsoïan como «probablemente el paso más crucial de su historia». Esta conversión distinguió a Armenia de sus raíces iranias y mazdeas y la protegió de una mayor influencia parta. Según Mary Boyce, la aceptación del cristianismo por parte de los gobernantes arsácidas fue en parte un desafío a los sasánidas.

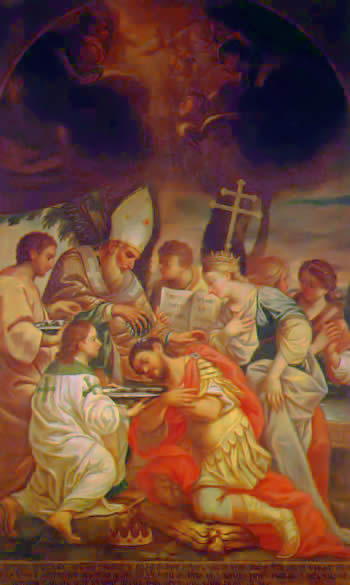
Bautismo de Tiridates III.

### Establecimiento del catolicosado
Tiridates III designó a Gregorio I el Iluminador como primer catolicós u obispo principal del reino de Armenia, y lo envió a recibir la consagración episcopal de manos del arzobispo Leoncio de Cesarea de Capadocia (la actual Kayseri) en 302. Cuando el rey Tiridates III convirtió el cristianismo en la religión estatal de Armenia, no era una religión totalmente nueva. Había penetrado en el país desde al menos el siglo III, y puede que estuviera presente incluso antes. Gregorio I el Iluminador tomó posesión de su cargo de catolicós en Artashat.  A su regreso de Cesarea, derribó santuarios de ídolos, construyó iglesias y monasterios y ordenó a muchos sacerdotes y obispos. Mientras meditaba en la antigua capital, Vagharshapat, Gregorio tuvo una visión de Cristo descendiendo a la tierra y golpeándola con un martillo. De ese lugar surgió un gran templo cristiano con una enorme cruz. Estaba convencido de que Dios quería que construyera allí la principal iglesia armenia. Con la ayuda del rey, lo hizo de acuerdo con su visión, rebautizando la ciudad con el nombre de Echmiadzin, que significa «el lugar del descenso del Unigénito». En 303 comenzó la construcción de la catedral de Echmiadzin en Vagharshapat, sede de la Iglesia armenia o gregoriana, que según las fuentes griegas (pero no las armenias) siguió siendo sufragánea del metropolitanato de Cesarea de Capadocia. La conversión histórica completa y cierta de Armenia ocurrió en 313. En 319 el papa Silvestre I habría reconocido el catolicosado de Gregorio refiriéndose a él como Armenorum primatum, Iberorum seu Georgianorum, Albanensium, Calpensium, Maugrensium acquisivit (...) en un documento que se cree que es apócrifo. Gregorio mantuvo su cargo por 25 años y creó 15 diócesis.
Los catolicós de Armenia estuvieron representados en los concilios de Nicea I de 325, por Arisdaches (hijo y sucesor de Gregorio en el catolicosado), y Constantinopla I de 381, pero a causa de la partición de Armenia entre persas y bizantinos en 387 no estuvieron en el Concilio de Éfeso de 425, al cual sin embargo el catolicós Isaac se adhirió por escrito. En 365, el catolicós Narsés convocó al primer sínodo de la Iglesia armenia en Artashat y décadas después el catolicós Isaac introdujo el celibato obligatorio para los obispos.
Hacia 435 se realizó la traducción definitiva de la Biblia del griego al armenio, usando el alfabeto creado por el monje Mesrob Mashtots en 406. En esa época comenzó a utilizarse el idioma armenio en la liturgia, en vez del siríaco o el griego. En 485, el catolicosado fue transferido a la nueva capital Dvin.

### Separación de la Iglesia
La Iglesia armenia no estuvo representada en el Concilio de Calcedonia en 451, debido a la rebelión armenia contra el Imperio sasánida. La mala traducción al armenio del texto en griego de la definición de Calcedonia y otros factores provocaron que la Iglesia armenia, junto con la copta y siríaca, consideraran que se rompía con lo acordado en el Concilio de Éfeso y se producía una recaída en el nestorianismo. Por tanto, en el Primer Concilio de Dvin I en 506, armenios, georgianos y albaneses del Cáucaso rechazaron los cánones del Concilio de Calcedonia, que sí tuvo cierta aceptación entre los armenios que vivían del lado bizantino de la frontera. En el Segundo Concilio de Dvin en 554 rompieron formalmente la comunión con el papa de Roma y los patriarcas del Oriente, siendo los armenios considerados monofisitas, aunque la Iglesia armenia considera al monofisismo una herejía, adhiriendo a la doctrina miafisita definida por Cirilo de Alejandría. Por tanto, la Iglesia apostólica armenia mantuvo su opinión de lo aceptado en el tercer concilio ecuménico celebrado en Éfeso y el Credo de Nicea. Como parte de Armenia había caído en manos bizantinas, el emperador nombró al calcedoniano Hovhannes de Bagaran como patriarca armenio, pero en 611 cayó en manos persas y el patriarcado no continuó. En el Tercer Concilio de Dvin (609-610) la Iglesia armenia rompió con la Iglesia ortodoxa georgiana que había aprobado la cristología de Calcedonia, pero mantuvo su jurisdicción sobre la Iglesia de Albania caucásica que estaba en comunión con ambas hasta fines del siglo XIX, cuando fue abolido ese catolicosado. El catolicós Yezr (Esdras) de Parajenakert firmó una profesión de fe acordada con los bizantinos, que fue aprobada en un sínodo en Erzurum en 632, pero fue rechazada por el pueblo y en un concilio en Dvin en 645 solo se admitieron los 3 primeros concilios ecuménicos. El Concilio de Manazkert (726) bajo la presidencia del catolicós Hovhannes, compuesto por obispos armenios y sirios, acordó sobre temas cristológicos comunes. En territorio bizantino, la Iglesia armenia estuvo proscrita hasta el fin del Imperio bizantino en 1453.

### Traslado del catolicosado a Sis
Dvin fue conquistada por los árabes musulmanes del califato ortodoxo en 642, quienes derrotaron a persas y bizantinos. La sede del catolicosado fue transferida en el siglo X desde Dvin a Dzoravank y luego a la isla Akdamar del lago Van (927), a Arghina (947) y a Ani (992). Tras la caída de Ani en 1045 en manos bizantinas, pasó a Sivas (1058) y luego peregrinó escapando de las tribus turcas a Tavbloor (1062), Dzamendav (hoy Zamantı) (1066), Dzovk (hoy isla de Gölcük en el lago Hazar) (1116), Hromgla (1149) y luego Sis (hoy Kozan) (1293), capital del reino armenio de Cilicia por refugiados que huyeron de la conquista selyúcida de la Armenia bagrátida en 1064. El reino llegó a su fin con la caída de Sis en abril de 1375 en manos de los mamelucos. 
En Cilicia los armenios tomaron contacto con los cruzados y entraron en relaciones con el papa de Roma. El catolicós Gregorio III Pahlavouni asistió al concilio latino de Antioquía en 1139, en el cual hizo una profesión de fe ante el legado papal Alberico, recibiendo luego del papa Inocencio III el palio. A fines de 1198 el catolicós Gregorio VI Pahlavuni firmó un acta de unión ante el legado papal. La unión no fue aceptada por el clero y el pueblo armenio y fue rechazada especialmente por los monjes de la Armenia histórica. 

### Restablecimiento del catolicosado en Echmiadzin
Invitado al Concilio de Florencia, el catolicós Constantino V envió una delegación con plenos poderes encabezada por el obispo de Alepo, que aceptó las doctrinas y disciplinas latinas —igual que lo habían hecho los griegos— el 22 de noviembre de 1439, lo que fue promulgado por el papa Eugenio IV mediante el decreto Exultate Deo. La oposición a la unión se produjo entre los monjes de Armenia oriental y en 1441 un sínodo de 17 obispos opuestos al catolicós Gregorio IX creó el catolicosado de Echmiadzin designando al monje Kirakos como catolicós y recibió la adhesión de otros 12. La Iglesia armenia tenía entonces 4 jurisdicciones eclesiásticas distintas y con frecuencia conflictivas: 3 catolicosados, en Sis (desde 1293), isla Akdamar (desde 1113 en el reino de Vaspurakan) y en Echmiadzin (desde 1441); y el patriarcado armenio de Jerusalén (desde 1311). Los catolicós de Sis mantuvieron sus relaciones con el papa y la unión solo tuvo efecto en pocos lugares. Luego de la toma de Constantinopla por los otomanos en 1453, el sultán Mehmed II creó el patriarcado armenio de Constantinopla en 1461 para liderar a toda la comunidad armenia en el Imperio otomano.
En 1915, durante el genocidio armenio, Sis fue destruida. En 1921 el catolicós Sahak II con la población armenia superviviente se refugió en Siria. En 1930, el catolicosado fue refundado en Antelias, cerca de Beirut en el Líbano. El catolicosado de la isla Akdamar fue disuelto en gran medida en 1895, en medio de las masacres hamidianas debido a disputas con Echmiadzin y corrupción. Las dos diócesis que formaron el catolicosado pasaron a la jurisdicción del patriarcado armenio de Constantinopla. El catolicosado permaneció vacante hasta el genocidio armenio y fue formalmente abolido por el Gobierno turco en 1916. Desde 1922, el catolicosado de Echmiadzin quedó bajo poder comunista en la Unión Soviética, hasta la independencia de Armenia el 21 de septiembre de 1991.

## Circunscripciones eclesiásticas
Hoy hay grandes congregaciones apostólicas armenias en muchos países fuera de Armenia, como Rusia, Irak, Georgia, Francia, los Estados Unidos, Líbano, Siria o Argentina, entre otros. 
La presencia armenia en Palestina e Israel se encuentra principalmente en el barrio armenio de la Ciudad Vieja de Jerusalén y, en particular, en relación con el Patriarcado armenio de Jerusalén. 
De particular importancia son también el patriarcado armenio de Constantinopla, en Turquía, y la Iglesia apostólica armenia de Irán (véase también Cristianismo en Irán). Estas Iglesias representan la más amplia minoría étnica cristiana en estos dos países, por lo demás predominantemente musulmanes.
A continuación se listan las jurisdicciones en todo el mundo dependientes de Edchmiazin:
En Armenia
- Diócesis patriarcal de Ararat (sede en Ereván. Tiene un vicario del catolicós)
- Diócesis de Shirak (sede en Giumri)
- Diócesis de Gugark (sede en Vanadzor)
- Diócesis de Armavir (sede en Armavir)
- Diócesis de Siunik (sede en Goris)
- Diócesis de Aragatzotn (sede en Oshakan)
- Diócesis de Kotayk (sede en el monasterio de Kecharis)
- Diócesis de Gegharkouniatz (sede en Gavar)
- Diócesis de Vayots Dzor (sede en Eghegnadzor)
- Diócesis de Tavush (sede en Ijevan)
- Diócesis de Artik (sede en Artik)

Resto del mundo
- Diócesis de Artsakh (sede en Shusha, Azerbaiyán)[23]
- Diócesis armenia de Georgia (sede en Tiflis, Georgia)
- Diócesis armenia de Nuevo Najicheván y Rusia (sede en Moscú, Rusia)
- Diócesis armenia del Sur de Rusia (sede en Krasnodar, Rusia)
- Diócesis armenia de Ucrania (sede en Leópolis, Ucrania)
- Diócesis armenia de Francia (sede en París, Francia)
- Diócesis armenia de Gran Bretaña e Irlanda (sede en Londres, Reino Unido)
- Diócesis armenia de Grecia (sede en Atenas, Grecia)
- Diócesis armenia de Rumania (sede en Bucarest, Rumania)
- Diócesis armenia de Bulgaria (administrada por el obispo de Rumania)
- Diócesis armenia de Suiza (sede en Ginebra, Suiza)
- Diócesis oriental de la Iglesia armenia de América del Norte (sede en Nueva York, Estados Unidos)
- Diócesis occidental de la Iglesia armenia de América del Norte (sede en Burbank, Estados Unidos)
- Diócesis armenia de Canadá (sede en Outremont, Canadá)
- Diócesis de la Iglesia apostólica armenia en Argentina (sede en Buenos Aires, Argentina)
- Diócesis armenia de Brasil (sede en São Paulo, Brasil)
- Diócesis de la Iglesia apostólica armenia en Uruguay (sede en Montevideo, Uruguay)
- Diócesis armenia de Egipto (sede en El Cairo, Egipto. Con jurisdicción también en Etiopía, Sudán y Sudáfrica)
- Diócesis de la Iglesia apostólica armenia en Irak (sede en Bagdad, Irak)
- Diócesis armenia de Damasco (sede en Damasco, Siria)
- Diócesis armenia de Atrpatakan (sede en Tabriz, Irán)
- Diócesis armenia de Teherán (sede en Teherán, Irán)
- Diócesis armenia de Isfahán (sede en Nueva Julfa, Irán)
- Diócesis armenia de Australia y Nueva Zelanda, delegación pontificia para India y Extremo Oriente (sede en Sídney, Australia)
- Diócesis armenia de Azerbaiyán (sede en Bakú, Azerbaiyán. Vacante desde 1990)
- Diócesis armenia de Alemania (sede en Colonia, Alemania)[24]
- Delegación pontificia para Europa Occidental (sede en Milán, Italia)
- Delegación pontificia para Europa Central y Suecia (sede en Viena, Austria)